# 머드플로우

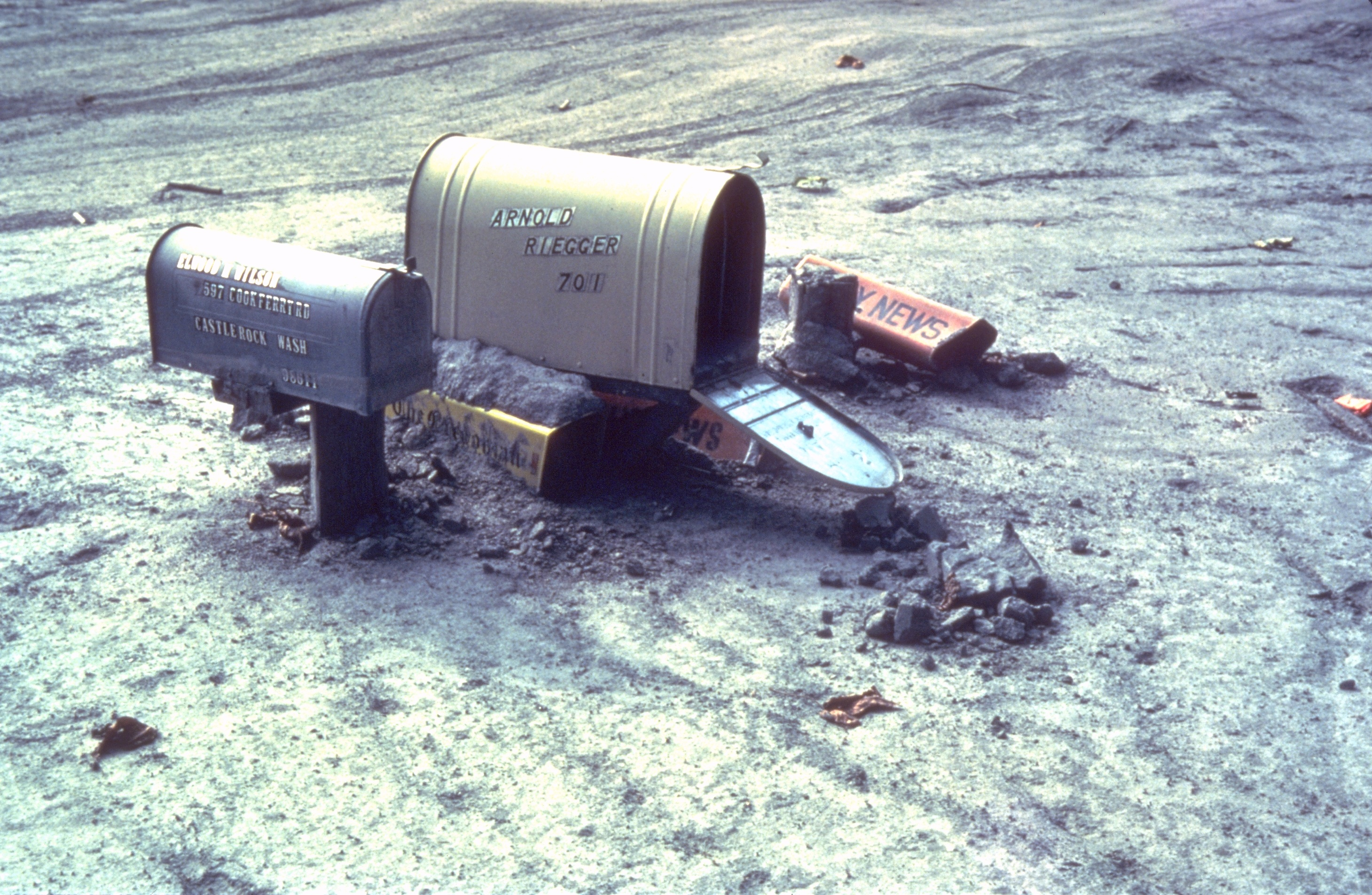

이류(泥流) 또는 머드플로우(영어: mudflow, mud flow)는 진흙을 비롯한 많은 부유입자들을 함유한 물의 흐름이다.
물을 더하면 액화되는 잔해물과 먼지가 빠르게 움직이는 흐름을 포함하는 대량 낭비의 한 형태이다. 이러한 흐름은 3미터/분에서 5미터/초 범위의 속도로 이동할 수 있다. 이류에는 상당한 비율의 점토가 포함되어 있어 토석류보다 유동성이 높아 더 멀리 더 낮은 경사각을 가로질러 이동할 수 있다. 두 유형의 흐름은 일반적으로 크기가 넓은 입자의 혼합물이며 일반적으로 증착 시 크기별로 분류된다.
머드플로우는 종종 머드슬립(mudslip)이라고 불리며 대중매체에서 다양한 대량 낭비 사건에 무차별적으로 적용되는 용어이다. 머드플로우는 종종 미끄러짐으로 시작하여 흐름 경로를 따라 물이 동반되면서 흐름이 된다. 이러한 사건을 종종 머드 고장(mud failure)이라고 한다.
다른 유형의 이류에는 라하르(화산 측면에 있는 미세한 화쇄 퇴적물 포함)와 요쿨라웁스(빙하 또는 만년설 아래에서 폭발하는 것)가 포함된다.
"홍수 관련 산사태"에 대한 법적 정의는 1968년 미국 국가 홍수 보험법(National Flood Insurance Act, 42 USC Sections 4001 이하에 개정 및 성문화됨)에 나와 있다.